# Estación Patria
Patria es la décimo-séptima estación de la Línea 1 del Tren Ligero de Guadalajara en sentido norte a sur, y la cuarta en sentido opuesto; es además una de las estaciones a nivel de calle (superficiales) ubicadas en medio de la Avenida Cristóbal Colón.
Debe su nombre a la Avenida de la Patria que forma una semi-circunferencia desde el norte de la Zona Metropolitana de Guadalajara (en la colonia Atemajac, en los límites municipales de Zapopan y Guadalajara) hacia el sur de la misma (en la sección colonial Jardines de San José); cruzando Av. Colón y hasta la Calzada Gobernador Curiél.
Presta servicio a las colonias Villa Guerrero, El Sauz y López Portillo.
Su logo es la bandera mexicana izada en un asta.

## Puntos de interés
- Centro Comercial Plaza del Sauz.
- Parroquia de San Gerardo
- Preparatoria 13

- Datos: Q6066397